# Athetis bimacula
Athetis bimacula là một loài bướm đêm trong họ Noctuidae.